# Fatma Charfi
Fatma Charfi (Sfax, 1955 – Vevey, 9 maggio 2018) è stata un'artista tunisina e svizzera vissuta a Berna.

## Biografia
Fatima Charfi nasce a Sfax in Tunisia nel 1955. Frequenta l'accademia d'arte di Tunisi e poi in Polonia nel 1977 un tirocinio per la produzione di cartoni animati. Consegue un dottorato di ricerca in Estetica e Scienze dell'arte a all'Università Parigi 1 Sorbona in Francia nel 1985 (1980-1985) con una tesi collegata alla sperimentazione e allo studio dell'acqua. Nel 1986 si trasferisce a Berna in Svizzera e frequenta l'istituto di arti visive di Ginevra.
Nel 1999 riceve il premio della giuria della Biennale internazionale d'arte contemporanea d'Alessandria d'Egitto.
Partecipa alla Biennale di Dakar dall'edizione. Nell'edizione della biennale del 2000 è la prima artista donna a vincere il gran premio Léopold Sédar Sengor. Espone ancora a Dak'Art 2004; nel 2010 il suo lavoro è esposto all'interno della mostra Retrospettiva della biennale.

## Attività
Il lavoro artistico di Fatma Charfi è strettamente connesso ad una riflessione sulla natura umana, l'identità, il proprio ruolo e la propria posizione nella società. Le recensioni e le interviste all'artista stessa fanno spesso riferimento ad informazioni biografiche; le sue opere si collegano quindi alle contingenze di essere un artista di origine tunisina residente all'estero; alla supposta neutralità della Svizzera, suo paese d'adozione e alle difficoltà di esprimersi e di essere ascoltata e accolta in quanto donna e quindi a temi connessi con la questione del genere, con la diaspora africana, con l'arte contemporanea africana .

### Opere

#### Gli abérics di Fatma Charfi
Le opere di Fatma Charfi sono sculture, fotografie, installazioni, opere pittoriche, performance e video. Molte delle sue realizzazioni sono popolate dagli Abérics, delle piccole figure umane stilizzate e metamorfiche che fanno somigliare l'uomo a dei piccoli insetti. Nelle opere gli abérics sono collocati in vasi, contenitori e cartelline, quasi fossero archiviati e catalogati; altre volte sono incastrati sotto strati di plastica trasparente, quasi l'artista volesse bloccare la loro leggerezza, cristallizzarla mettendole una cornice; altre volte sembrano arrampicarsi faticosamente su pareti di tessuto; in altre opere ancora è l'artista stessa che li tiene nelle mani o li indossa. Queste piccole creature sono nere, bianche e rosse; qualche volta portano sul petto i colori e la croce della bandiera Svizzera; hanno una piccola testa e braccia e gambe filiformi. Si incastrano tra loro e si attaccano ai tessuti quasi a formare loro stessi una tela.

#### Selezione di opere
- Crying of Child, video
- Abrouk, video
- Réseaux Abérics, installazione, video. Una serie di pannelli plastificati e legati insieme, all'interno dei quali sono collocati gli Abérics[6]
- Laboratory of peace, fotografie, installazione, performance, video, 2004-2010.
- Fatma is not laughing, fotografie
- Fatma is laughing, fotografie
- Fatma's hand, fotografie
- Suiss-Abruck-Art, fotografie
- Serie Compartement, sculture
- Coleur, sculture
- Abrocopie, sculture
- Serie Movement, sculture
- Horizontal, sculture
- Serie Bande d'images, sculture
- Tubes et Aberies, sculture
- CD, sculture
- Labrotary of medals, sculture

### Esposizioni

#### Esposizioni personali
- Frauenkunst-Forum à Berne (Rencontres d'autres cultures), 1998.
- Maison des Arts, Tunisia, 1999.
- REZ, Riponne Lausanne, 1999.
- Kunstkeller Galerie Berna, 2001.
- Stadtgalerie, Stadttheater Berne, 2002.
- Étape laboratoire de paix, con performance, CHUV, Losanna, 2006.
- Galerie El Marsa. Tunisie, 2006.
- Museo di Baltimora, 2007.

#### Selezione di esposizioni collettive
- 15eme Biennale d'art textile contemporain, Musée des Beaux arts, Lausanne, suisse, 1992.
- Botanique all'interno di Jardins 97, Losanna, 1997.
- Artistes Suisses, Artistes Tunisiens, Musée Neuhaus à Bienne, Svizzera, 1997.
- Virus Express, Gestaltungsmuseum, Zurigo, 1997.
- Dak'Art 1998: Biennale di Dakar.
- Kunsthalle di Berna, 1999.
- Dak'Art 2000: Biennale di Dakar. Grand prix Léopold Sédar Senghor, 2000.
- EVENT 5, Biennale internazionale d'arte contemporanea della Svezia, 2000.
- Esposizione Universale di Hannover 2000
- Un autre regard, Musée d'Art di Tunisi, 2000.
- OSORIO 2001: Nature, Utopie, Réalité, Isole delle Canarie, 2001.
- Dak'Art 2002: Biennale di Dakar.
- Triennale di scultura di Berna, 2002.
- Centro d'arte contemporanea Santander, Spagna, 2002.
- Biennale del Cairo, 2003.
- Shatat Disapora, femmes artistes arabes, Université du Colorado. Art Galerie. Boulder USA, 2003.
- Galerie de la municipalité Sfax, 2003.
- A fiction of Authenticity. Musée d'Art Contemporain Saint Louis, USA, 2003; Regina Gouger Miller Galerie, Purnell Center for Arts, Carnegie Mellon University, Pittsburgh, USA, 2004; Blaffer Gallery,the Art Museum of the University of Houston Texas, 2006.
- Dak'Art 2004: Biennale di Dakar.
- Scène Suisse: Hartware, Media Art, Dortmund, Allemagne, 2004.
- Ramification, Centre d'Art contemporain, Liegi, 2004.
- Musée Khereddine de Tunis. Svizzera-Tunisia. Chassé-croisé, 2004.
- Monosgalerie, Liège, Belgique, 2004.
- Voix des femmes, Bruxelles, 2005.
- Motives Festival de Jazz, Modern casino Genk, Belgio, 2005.
- Gulf Air Fair. Dubai, 2007.
- Kunsthalle Dominikanerkirche Osnabrück, 2007.
- Dak'Art 2010: Biennale di Dakar.